# Anja Cetti Andersen
Anja Cetti Andersen (Hørsholm, 25 de setembro de 1965) é uma astrônoma dinamarquesa.

## Vida
Concluiu a sua licenciatura em 1991, obteve o seu mestrado em astronomia em 1995, e o seu doutoramento em 1999, da Universidade da Copenhaga.
Seu interesse pela astronomia surgiu durante o seu sétimo ano, depois de uma visita de Uffe Grae Jorgensen à sua escola. Uffe Grae Jorgensen é uma astrónoma dinamarquesa, com a qual Anja trabalha, em Copenhaga.